# Cystoathyrium
Cystoathyrium es un género monotípico de helechos perteneciente a la familia  Cystopteridaceae. Su única especie: Cystoathyrium chinense, es originaria de China. No se han hecho  análisis filogenéticos que incluyeran análisis moleculares de ADN y por desaparición de su hábitat la especie podría estar extinta.

## Distribución y hábitat
Se recopiló por primera vez esta especie en 1963 de las áreas forestales a Tuanniuping, Erlangshan, provincia de Sichuan. En 1984, ese bosque había desaparecido, el clima se había vuelto más seco, y sólo una planta individual de esta especie se encontró en la selva restante.

## Taxonomía
Cystoathyrium chinense fue descrita por Ren Chang Ching  y publicado en Acta Phytotaxonomica Sinica 11(1): 23–24, pl. 4. 1966.
La familia en que fue ubicado, Cystopteridaceae, fue circunscripta por primera vez por Shmakov (2001), quien incluyó a Pseudocystopteris (quien pertenece a Athyriaceae) y omitió a Acystopteris y Cystoathyrium (los cuales no estaban en el rango geográfico del estudio).
La clasificación más actualizada, de Rothfels et al. 2012, lo ubica tentativamente dentro de la familia Cystopteridaceae. Dice así: "La posición del género monotípico Cystoathyrium es incierta. Al describir el género, Ching (1966) enfatizó que era un intermediario morfológico entre Cystopteris y Athyrium, y poco se ha progresado en resolver sus afinidades. Wang et al. (2004, 2008) lo trataron como afín a Cystopteris, mientras Kramer et al. (1990b) lo ubican en Athyrium, una posición también sostenida por Pichi Sermolli (1977). Cystoathyrium aún tiene que ser incluido en algún estudio filogenético, y lo conocemos sólo a partir de fotografías e ilustraciones provistas en el protologo; quizás esté extinto (X-C Zhang, comunicación personal)." "Tentativamente incluimos Cystoathyrium aquí en Cystopteridaceae basados en 4 caracteres: soros redondos, indusio como gancho, esporas fuertemente equinadas (echinate), y venas que terminan en el margen de la hoja. Si bien homoplásticos dentro de eupolipoides II, estos estados de caracteres son más frecuentes en Cystopteridaceae. Es necesaria más investigación, Cystoathyrium puede ser un linaje aislado dentro de Eupolypoides II."
En su sistema predecesor de Christenhusz et al. 2011 decía: "Schuettpelz & Pryer (2007) encontraron que Gymnocarpium y Cystopteris son hermanos del resto de eupolipoides II. Por lo tanto esos géneros y sus afines Acystopteris y Cystoathyrium son ubicados aquí en una familia que los reúne (es decir en Cystopteridaceae), en sentido filogenético."
El sistema antepredecesor, de Smith et al. 2006, 2008);, el género no aparece clasificado.